# HMS Unicorn (I72)
«Унікорн» (англ. HMS Unicorn (I72) — британський легкий авіаносець часів Другої світової війни. Десятий корабель з такою назвою у ВМС Великої Британії.

## Історія створення
Авіаносець «Унікорн» був закладений 26 червня 1939 року на верфі фірми Harland and Wolff у Белфасті. Спущений на воду 20 листопада 1940 року, вступив у стрій 12 березня 1943 року.

## Конструкція
«Унікорн» розроблявся як допоміжний авіаносець для забезпечення дій важких авіаносців типу «Іластріас». Але під час війни він часто використовувався як повноцінний легкий авіаносець.
Корабель мав високий борт при відносно короткому корпусі. Польотна палуба мала розміри 195,1×27,4 м, з якої 115 м були захищені 51-мм бронею. Суцільного бронювання не було, але погреби боєзапасу та цистерни з авіаційним бензином прикривались плитами завтовшки 51—76 мм. Протиторпедний захист включав поздовжню 35-мм перебірку в районі машинного відділення.
Авіаносець був обладнаний двома літакопідйомниками — носовим (14 x 10 м) та кормовим (14 x 7,3 м); обидва мали вантажопідйомність 9,1 т. На верхній палубі була гідропневматична катапульта BH-III та аерофінішери Mk-IV. Платформи ліфтів захищались 25-мм бронею.
Ангар був двоярусним, загальною площею 3530 м². Висота ангара — 5 м, довжина — всього 91,5 м, через те, що велику частину внутрішніх приміщень займали майстерні з ремонту літаків. Ємність цистерн з авіаційним бензином — 163 656 л.
Озброєння складалось з чотирьох спарених 102-мм зенітних гармат QF 4 inch Mk XVI, чотирьох зчетверених зенітних автоматів QF 2 та 13 (2 спарених та 8 одиночних) 20-мм автоматів «Ерлікон».
Радіоелектронне обладнання складалось з радарів типу 281B, 282 та 285, а також радіомаяка 72DM, який пізніше замінили на американський типу YE.

## Історія служби

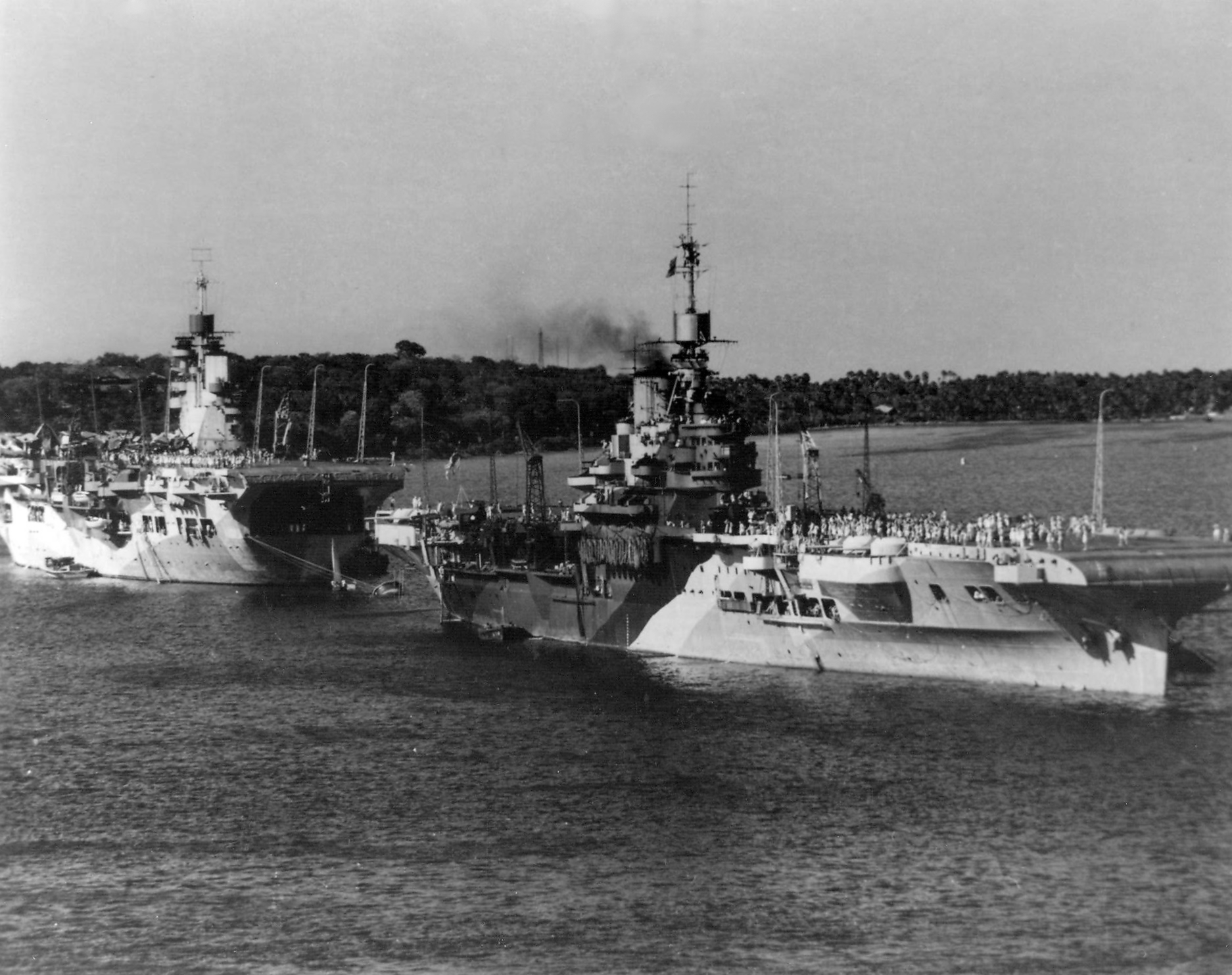
«Унікорн» на Цейлоні, 1944 рік

Після вступу в стрій «Унікорн» протягом травня-червня 1943 року супроводжував 3 гібралтарські конвої, у липні здійснив похід до берегів Норвегії. У вересні 1943 року прикривав висадку союзників в Салерно.
У жовтні 1943 року «Унікорн» перейшов до Коломбо, де перебував до кінця війни і використовувався як навчальний авіаносець для підготовки льотчиків Східного та Тихоокеанського флотів.
З весни 1945 року використовувався у складі плавучого тилу Британського Тихоокеанського флоту.
Після закінчення війни корабель повернувся до Британії і у січні 1946 року був виведений в резерв.
З початком Корейської війни влітку 1949 року «Унікорн» був виведений з резерву та використовувався як авіатранспорт для перевезення літаків на Далекий Схід. Декілька разів «Унікорн» використовувався як авіаносець, одного разу навіть обстрілював берег зі 102-мм гармат.
У червні 1953 року «Унікорн» був перекваліфікований в авіатранспорт. У листопаді 1953 року корабель повернувся до Британії та виведений в резерв. 15 червня 1959 року він був проданий на злам.